# Paris-Bourges 2023
Paris-Bourges 2023 est la 72e édition de la course cycliste française Paris-Bourges se déroulant le 5 octobre 2023 entre Gien (Loiret) et Bourges (Cher), sur une distance de 198 kilomètres.
La course fait partie du calendrier UCI Europe Tour 2023 en catégorie 1.1.

## Présentation

### Équipes
Dix-neuf équipes sont au départ de la course : neuf équipes UCI WorldTeams, six équipes continentales professionnelles et quatre équipes continentales.
| WorldTeams (9)- Bora-Hansgrohe - Intermarché-Circus-Wanty - AG2R Citroën Team - Alpecin-Deceuninck - Cofidis - UAE Team Emirates - Groupama-FDJ - Lidl-Trek - Arkéa-Samsic ProTeams (6)- TotalEnergies - Equipo Kern Pharma - Euskaltel-Euskadi - Lotto Dstny - Team Flanders-Baloise - Uno-X Pro Cycling Team Équipes continentales (4)- Nice Métropole Côte d'Azur - Saint Michel-Mavic-Auber 93 - CIC U Nantes Atlantique - Van Rysel-Roubaix Lille Métropole |
| |

## Déroulement de la course
Rescapés de l'échappée de six coureurs qui ont fait une bonne partie de la course en tête, Dries De Bondt (Alpecin-Deceuninck),  Maximilien Juillard (Van Rysel-Roubaix Lille Métropole) et Enekoitz Azparren (Euskaltel-Euskadi) sont repris par le peloton à 2,5 km de l'arrivée. Le sprint est remporté par Arnaud Démare (Arkéa Samsic) devant Arnaud De Lie (Lotto Dstny).

## Classement final
| \| Classement général \| Classement général \| Classement général \| Classement général \| Classement général \| \| Coureur \| Coureur \| Pays \| Équipe \| Temps \| \| ------------------ \| ------------------ \| ------------------ \| ------------------ \| ------------------ \| \| 1er \| Arnaud Démare \| France \| Arkéa-Samsic \| 4 h 25 min 56 s \| \| 2e \| Arnaud De Lie \| Belgique \| Lotto Dstny \| + 0 s \| \| 3e \| Jordi Meeus \| Belgique \| Bora-Hansgrohe \| + 0 s \| |               |          |                |                 |
| |               |          |                |                 |
| |               |          |                |                 |
| Classement général |               |          |                |                 |
| Coureur | Coureur       | Pays     | Équipe         | Temps           |
| 1er | Arnaud Démare | France   | Arkéa-Samsic   | 4 h 25 min 56 s |
| 2e | Arnaud De Lie | Belgique | Lotto Dstny    | + 0 s           |
| 3e | Jordi Meeus   | Belgique | Bora-Hansgrohe | + 0 s           |